# Ampulex bidenticollis
Ampulex bidenticollis är en  stekelart som beskrevs av Kazuhiko Tsuneki 1976. Ampulex bidenticollis ingår i släktet Ampulex och familjen Ampulicidae. Inga underarter finns listade i Catalogue of Life.